# Amphiprion perideraion
Amphiprion perideraion  (лат.) — вид рыб из семейства помацентровых (Pomacentridae). Достигают длины 10 см. Тело рыбы оранжевого цвета. Тонкая белая поперечная полоса проходит через всю голову перед жаберной крышкой. Белая длинная полоса начинается на рыле и тянется вдоль основания белого спинного плавника до основания хвостового плавника. Хвостовой плавник белый. Остальные плавники прозрачные. В спинном плавнике 9—10 жёстких лучей и 16—17 мягких. В анальном плавнике два жёстких и 12—13 мягких лучей.
Обитатели коралловых рифов Юго-Восточной Азии, Новой Гвинеи, Меланезии, Микронезии, от побережья северной Австралии до островов Рюкю. У острова Бали он живёт вместе с близкородственным видом Amphiprion akallopisos рядом с той же актинией. Рыбы живут в симбиозе с 4 видами актиний: Macrodactyla doreensis, Heteractis crispa, Heteractis magnifica и Stichodactyla gigantea.